# Cserei Mihály (író, 1603–1660)
Cserei Mihály (csiki) (Csíkcsicsó, 1603 – 1660) író.

## Élete
Csiki Cserei Mihály a történetíró Cserei Mihály anyai nagyapja Mádéfalván lakott. Ez a család nem azonos a történetíró apai családjával, mert eredeti nevük  Nagy Iván szerint „Tuson” volt.  Bethlen Gábortól kaptak nemességet, s nevük is akkor változott meg.
Cserei Mihálynak két felesége volt, az első Kelemen Margit, tőle nem maradt gyermek. Második felesége Apor Ilona, vagy másképp Heléna volt, tőle származott Cserei Judit, aki a történetíró anyja volt.
Csiki Cserei Mihály csíki főkirálybíró, illetve görgényi főudvarbíró volt. Ebben a minőségében érte utol a halál: a Barcsay Ákos fejedelem elleni felkelés során Lázár István elfogatta és kivégeztette.

## Művei
Kéziratos munkája, Bethlen Gábor koráról tartalmaz adatokat. A kézirat eredetileg Benkő József tulajdonában volt, ma már nem található meg.